# Paweł Wróblewski
Paweł Leszek Wróblewski (ur. 9 kwietnia 1964 w Zielonej Górze) – polski polityk, lekarz, nauczyciel akademicki i samorządowiec, marszałek województwa dolnośląskiego w latach 2004–2006, przewodniczący Sejmiku Województwa Dolnośląskiego w latach 2015–2018.

## Życiorys

### Wykształcenie, działalność zawodowa i społeczna
Ukończył w 1989 studia na Akademii Medycznej we Wrocławiu. Uzyskał specjalizację w zakresie chirurgii oraz balneologii i medycyny fizykalnanej, a w 1997 stopień doktora nauk medycznych na podstawie rozprawy Ocena wyników chirurgicznego leczenia miażdżycy tętnic kończyn dolnych w oparciu o jakościową i ilościową analizę krzywej dopplerowskiej. Został nauczycielem akademickim na macierzystej uczelni. Od 1989 do 2010 pracował w Okręgowym Szpitalu Kolejowym, w latach 1998–2001 pełnił funkcję dyrektora tej jednostki. W 2007 został pracownikiem naukowo-dydaktycznym Zakładu Ratownictwa Medycznego Akademii Medycznej we Wrocławiu. W 2013 został dyrektorem Powiatowej Stacji Sanitarno-Epidemiologicznej we Wrocławiu.
Działacz samorządu zawodowego, był m.in. skarbnikiem, wiceprezesem Dolnośląskiej Rady Lekarskiej, kilkakrotnie członkiem Naczelnej Rady Lekarskiej, a także sekretarzem zarządu regionalnego Ogólnopolskiego Związku Zawodowego Lekarzy. W 2016 objął funkcję prezesa Dolnośląskiej Rady Lekarskiej. Został także wiceprezesem Stowarzyszenia na Rzecz Promocji Dolnego Śląska oraz wiceprzewodniczącym kapituły Dolnośląskiego Klucza Sukcesu. Pełnił też funkcję prezesa Dolnośląskiej Organizacji Turystycznej (2016–2020). Był członkiem Rady Kuratorów Zakładu Narodowego im. Ossolińskich V kadencji.
Uczestnik biegów maratońskich. Autor rozdziału 40 lat w służbie. Historia Okręgowego Szpitala Kolejowego we Wrocławiu zamieszczonego w publikacji Ocalić od zapomnienia. Pamiętniki, wspomnienia, szkice biograficzne lekarzy dolnośląskich z 2015.

### Działalność polityczna i samorządowa
Należał do Stronnictwa Konserwatywno-Ludowego, a następnie do Przymierza Prawicy, z którym przystąpił do Prawa i Sprawiedliwości. W 2001 z listy PiS bez powodzenia kandydował do Sejmu. W 2002 i 2006 uzyskiwał mandat radnego Sejmiku Województwa Dolnośląskiego II i III kadencji. Od 2004 do 2006 zajmował stanowisko marszałka województwa. W 2006 ponownie kandydował na stanowisko marszałka województwa, przegrał w głosowaniu w sejmiku z Andrzejem Łosiem.
W grudniu 2007 odszedł z PiS (razem m.in. z Kazimierzem Michałem Ujazdowskim). W styczniu 2008 współtworzył regionalne stowarzyszenie Dolny Śląsk XXI, którym następnie kierował. Zasiadał w radzie Ruchu Obywatelskiego „Polska XXI”. W 2010 ponownie został radnym województwa z listy Komitetu Wyborczego Wyborców Rafała Dutkiewicza, został wiceprzewodniczącym sejmiku IV kadencji. W 2014 uzyskał mandat na kolejną kadencję z ramienia Platformy Obywatelskiej (jako kandydat rekomendowany przez Rafała Dutkiewicza). W 2015 zastąpił Barbarę Zdrojewską na funkcji przewodniczącego sejmiku V kadencji, pokonując w głosowaniu Andrzeja Jarocha z PiS (pełnił tę funkcję do końca tej kadencji w 2018).
W marcu 2016 opuścił klub PO, współtworzył klub radnych Bezpartyjni Samorządowcy, który w lipcu tego samego roku przekształcił się w Dolnośląski Ruch Samorządowy, a w czerwcu 2018 ponownie powrócił do nazwy Bezpartyjni Samorządowcy. W wyborach w tym samym roku, Paweł Wróblewski nie uzyskał reelekcji do sejmiku, startując z listy BS. W 2019 był jednym z liderów ruchu Polska Fair Play.

## Odznaczenia i wyróżnienia
- Krzyż Oficerski Orderu Odrodzenia Polski (2022)[22]
- Krzyż Kawalerski Orderu Odrodzenia Polski (2013)[23][24]
- Srebrny Krzyż Zasługi (2004)[25]
- Odznaka honorowa „Za zasługi dla ochrony zdrowia” (2013)[26]
- Odznaka Honorowa za Zasługi dla Samorządu Terytorialnego (2025)[27]
- Złota Odznaka Honorowa Zasłużony dla Województwa Dolnośląskiego (2023)[28]
- Medal 70-lecia Ligi Obrony Kraju (2014)[29]
- Złota Odznaka Dolnośląskiej Izby Turystyki (2017)[30]
- Pierścień Tysiąclecia Archidiecezji Wrocławskiej (2017)[31]
- Medal Rady Najwyższej Adżarskiej Republiki Autonomicznej za współpracę (2018)[32]
- Meritus Pro Medicis, odznaczenie Naczelnej Rady Lekarskiej (2019)[33]
- Medal „Merito de Wratislavia – Zasłużony dla Wrocławia” (2022)[34]
- Medal „Gloria Medicinae” Polskiego Towarzystwa Lekarskiego (2023)[35]
- Honorowa Odznaka Dolnośląskiej Organizacji Turystycznej (2025)[36]